# Program Discovery

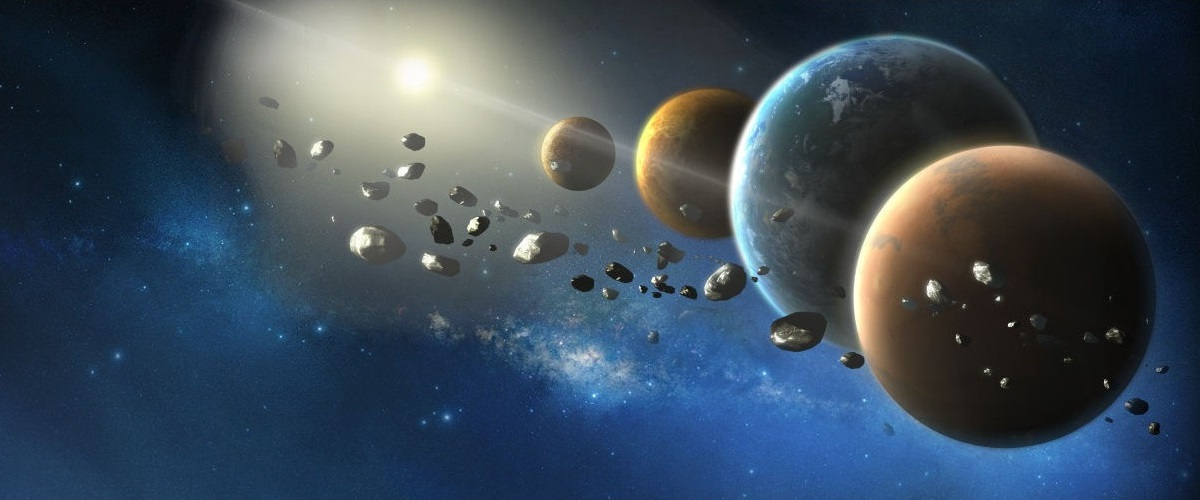
Logo programu Discovery (2016)

Program Discovery americké agentury NASA je zaměřen na nízkorozpočtové vysoce vědecky zaměřené kosmické mise. Program plnil požadavky administrátora NASA Daniela S. Goldina, který prosazoval přístup nazvaný „rychleji, lépe, levněji“ („faster, better, cheaper“). Mise navrhují týmy lidí z průmyslu, z menších firem, vládních výzkumných pracovišť či univerzit. V čele každého týmu stojí hlavní řešitel PI (Principal Investigator). Návrhy jsou voleny pomocí výběrových řízení, kdy musí být splněny podmínky:
- Doba vývoje mise od zahájení prací až po odstartování sond nesmí překročit 36 měsíců
- Celkové náklady nesmí překročit stanovenou hodnotu (pro rok 2006 byla stanovena cena 425 milionů dolarů)[1]

## Jednotlivé mise

### Úspěšné mise

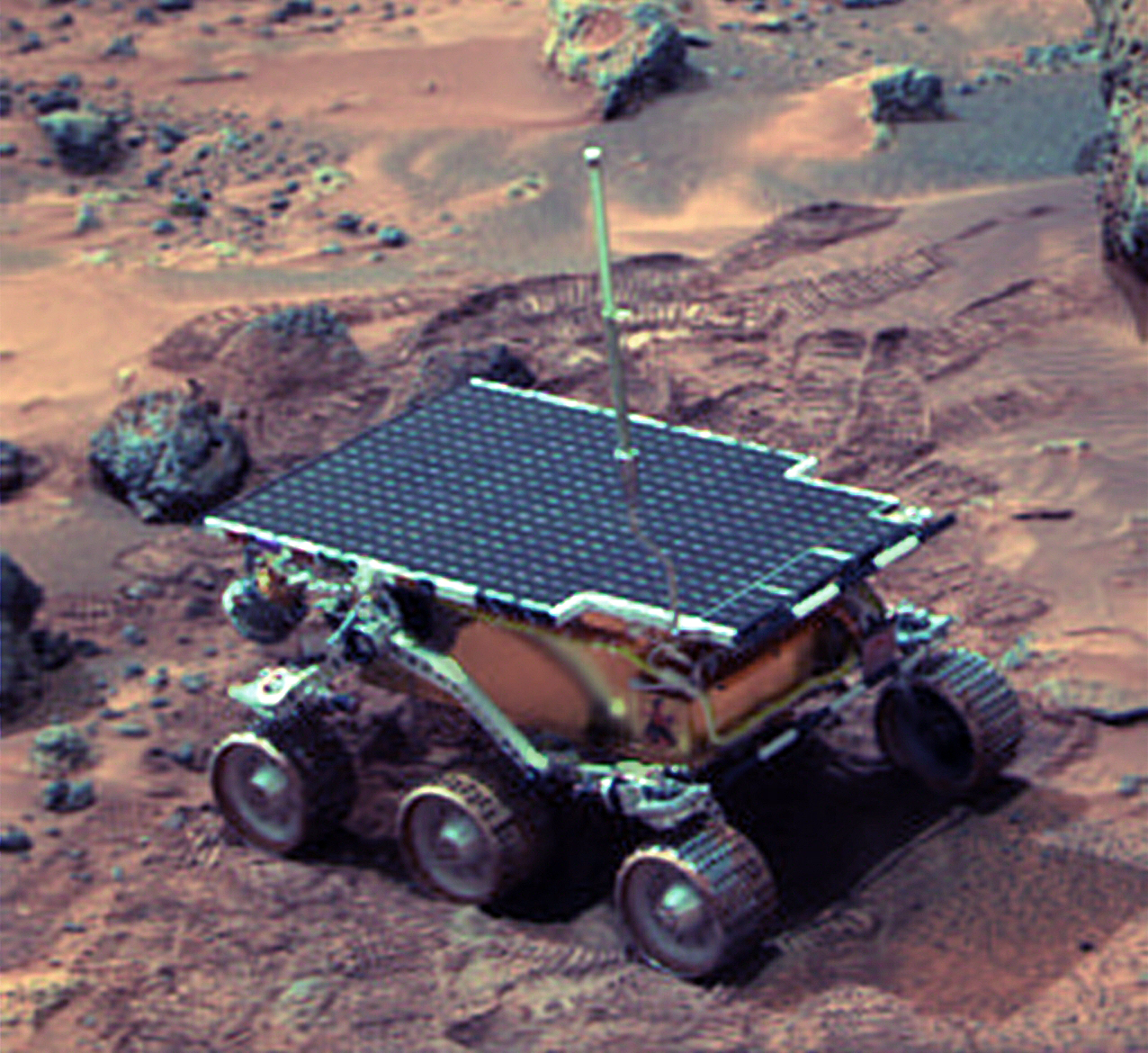
Sojourner

- SojournerNEAR Shoemaker (#1) byla mise určená k průzkumu asteroidu Eros. Sonda vypuštěná 17. února 1996, vstoupila na oběžnou dráhu kolem planetky v roce 2000 a úspěšně na ní přistála o rok později. Sonda splnila základní i rozšířenou misi.
- Mars Pathfinder (#2) byla sonda, která přistála na Marsu a dopravila na něj drobné robotické vozítko Sojourner. Vypuštěná v roce 1996, dosedla na povrch Marsu 4. července 1997. Sonda splnila základní i rozšířenou misi a Sojourner se stal prvním funkčním vozítkem na povrchu jiné planety.

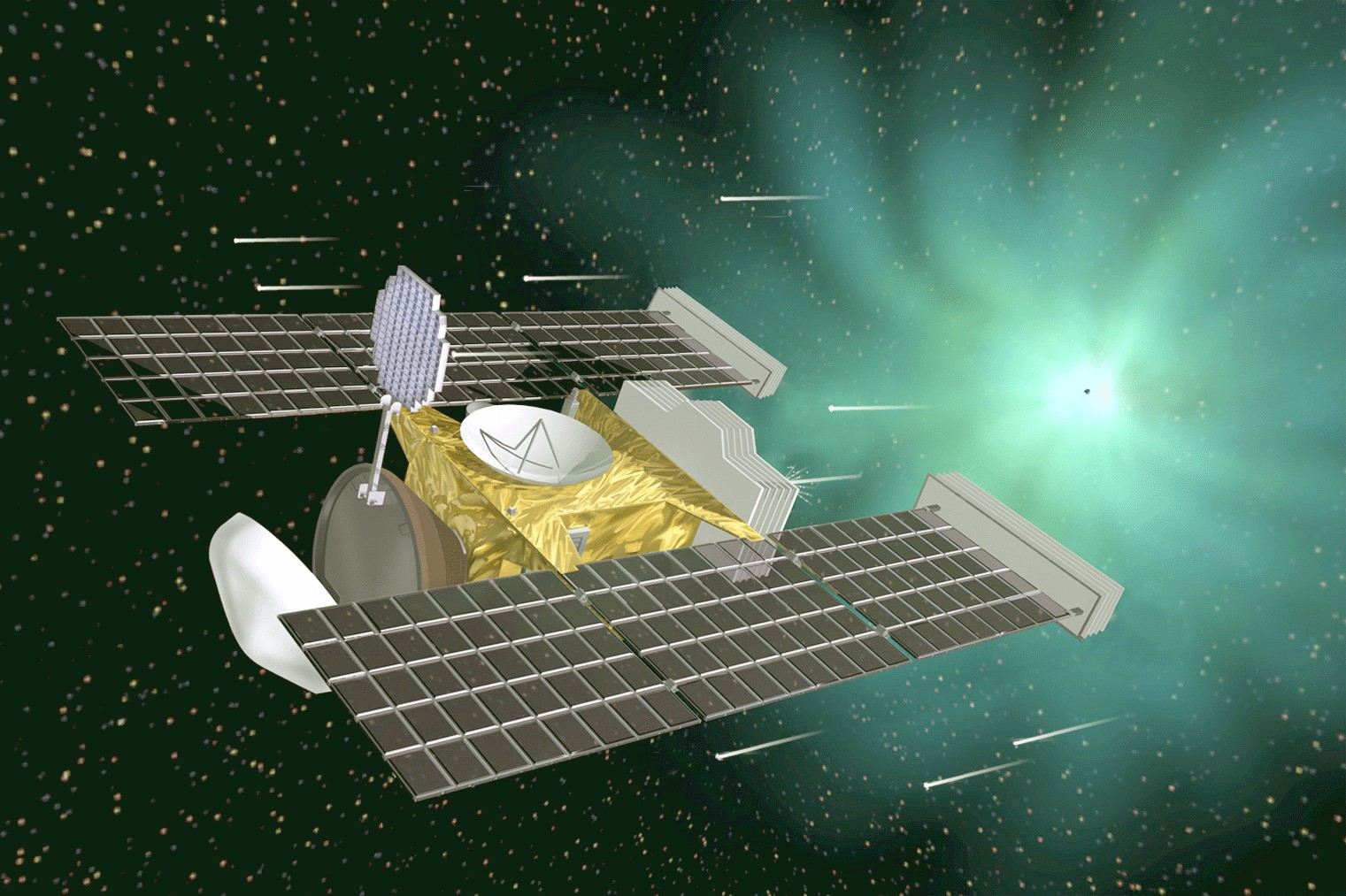
Sonda Stardust

- Sonda StardustLunar Prospector (#3) byla sonda obíhající Měsíc, která studovala měsíční mineralogii. Odstartovala v roce 1998 a na oběžné dráze Měsíce strávila jeden a půl roku, než se plánovaně zřítila jeho na povrch. Splnila základní i rozšířenou misi.
- Stardust (#4) byla mise určená ke sběru mezihvězdného prachu a prachových částic z jádra komety 81P/Wild. Sonda byla vypuštěná v roce 1999 a v letech 2000-2004 úspěšně sbírala vzorky. Návratové pouzdro se vzorky se vrátilo na Zemi 15. ledna 2006. Poté byla sondě přidělena nová mise, nazvaná NExT. Úkolem bylo znovu navštívit kometu Tempel 1 a pozorovat kráter, který na kometě zanechala sonda Deep Impact. Sonda splnila základní i rozšířenou misi a 24. března 2011 jí došlo palivo.[2]
- Genesis (#5) byla mise určená ke sběru nabitých částic slunečního větru. Sonda odstartovala v roce 2001 a v letech 2002-2003 úspěšně nasbírala vzorky. V září 2004 se při návratu vzorků pouzdru neotevřel padák a to tvrdě dopadlo do pouště v Utahu, vzorky částic se však podařilo zachránit.[3] Navzdory tvrdému přistání návratového pouzdra, splnila sonda Genesis všechny své hlavní vědecké úkoly.

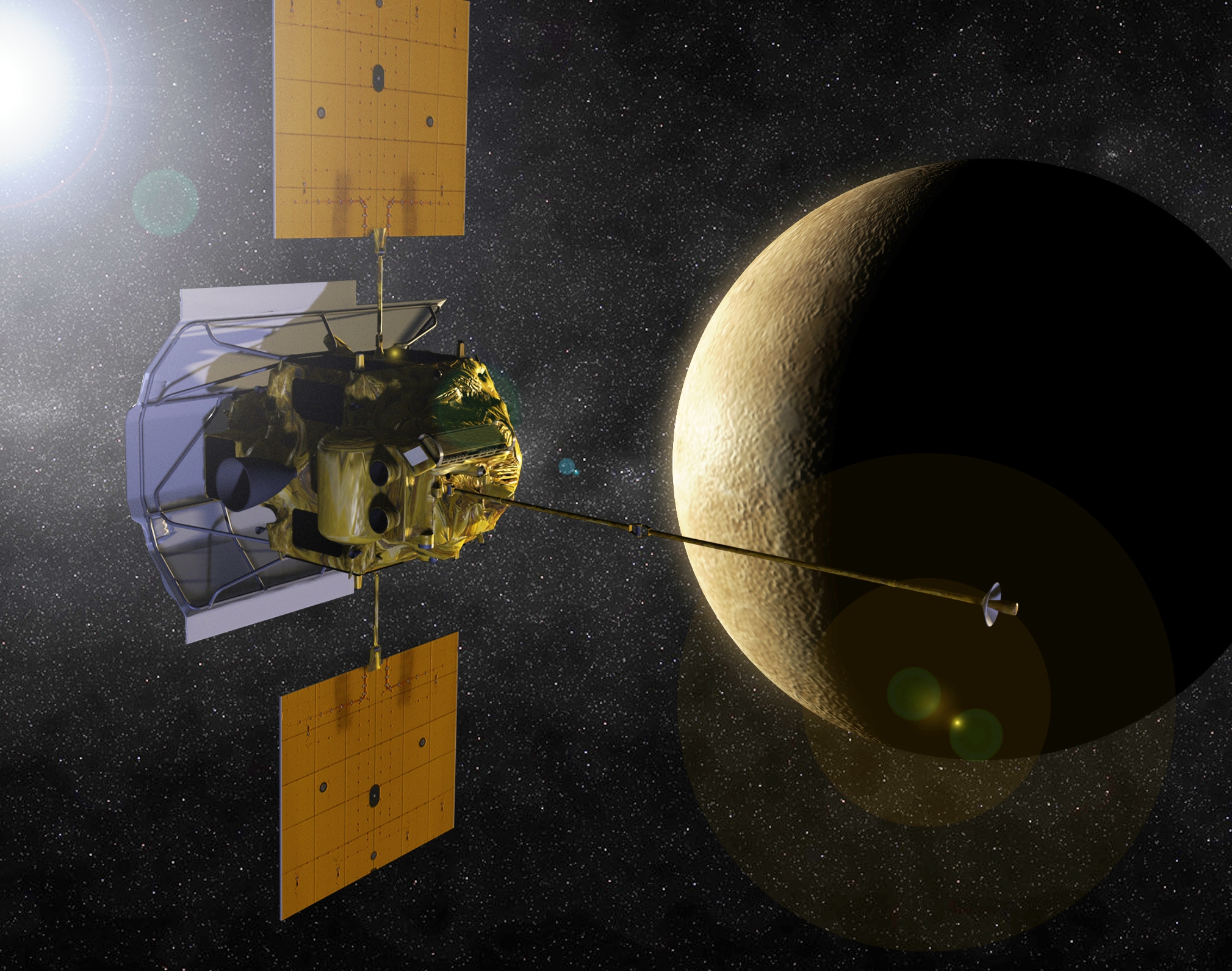
Sonda Messenger

- MESSENGER (#7) byla první sonda studující Merkur z jeho oběžné dráhy. Mise měla poskytnout zmapování celé planety a měla sbírat detailní informace o složení a struktuře Merkurovy kůry, jeho geologickou minulost a původ jeho tenké atmosféry a aktivní magnetosféry. Sonda startovala 3. srpna 2004 a na oběžnou dráhu Merkuru vstoupila 18. března 2011. Základní mise byla úspěšně dokončena 17. března 2012. Následovaly další tři rozšířené mise, než sondě došlo palivo. 30. dubna 2015 plánovaně dopadla na povrch Merkuru.[4]
- Deep Impact (#8) byla mise určená k průzkumu komety Tempel 1, vypuštěná v lednu 2005. 4. července 2005 sonda uvolnila impaktor, který dopadl na kometu a přístroje zkoumaly vzniklý oblak materiálu vyvrženého po nárazu. Po úspěšném dokončení mise byla sonda uvedena do hibernace a později znovu aktivována kvůli rozšířené misi EPOXI.
- GRAIL (#11) Byla mise dvou identických sond zkoumající Měsíc z jeho oběžné dráhy. Cílem mise bylo zmapovat s vysokou přesností gravitační pole Měsíce a určit jeho vnitřní strukturu. Mise odstartovala 10. září 2011[5] a po jejím ukončení byly obě sondy navedeny k dopadu na povrch Měsíce.

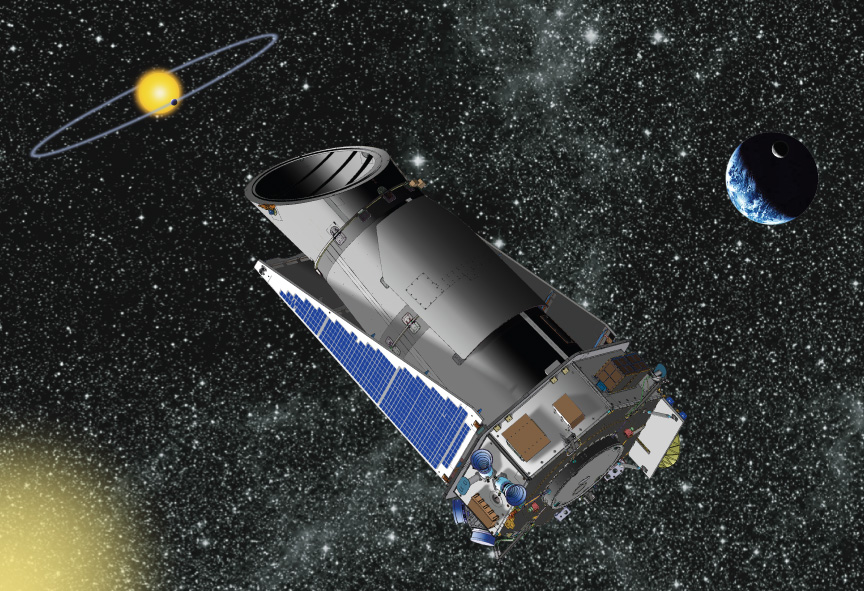
Kepler

- KeplerDawn (#9) byla vypuštěna 27. září 2007 za účelem průzkumu dvou nejhmotnějších těles pásu asteroidů, trpasličí planety Ceres a planetky Vesty. K Vestě sonda dorazila v červenci 2011 a její průzkum ukončila v září 2012. Od března 2015 sonda studovala Ceres z její oběžné dráhy.[6] 1. listopadu 2018 byla mise ukončena po vyčerpání hydrazinu.[7]
- Kepler (#10) byl vesmírný teleskop, který zkoumal strukturu a rozmanitost exoplanetárních systémů, se zvláštním důrazem na detekci exoplanet podobných Zemi.[8] Kepler byl vynesen 7. března 2009[9] a jeho první objevy exoplanet byly ohlášeny v lednu 2010. NASA ukončila jeho činnost 30. října 2018.[10]

### Neúspěšné mise
- CONTOUR (#6) byla sonda, která měla navštívit a studovat komety Encke a Schwassmann-Wachmann 3. Odstartovala 3. července 2002 a 15. srpna 2002, po plánovaném manévru, který měl sondu vyvést z geocentrické dráhy, byl kontakt ztracen. Sondu pravděpodobně zničila porucha při zážehu motoru.[11]

### Probíhající mise
- InSight (#12) je sonda určená k průzkumu Marsu, která odstartovala ze Země 5. května 2018[12] a na Rudé planetě úspěšně přistála 26. listopadu 2018. Na povrchu Marsu provádí geologický a seismický výzkum. Základní mise této sondy je plánována na dva roky.

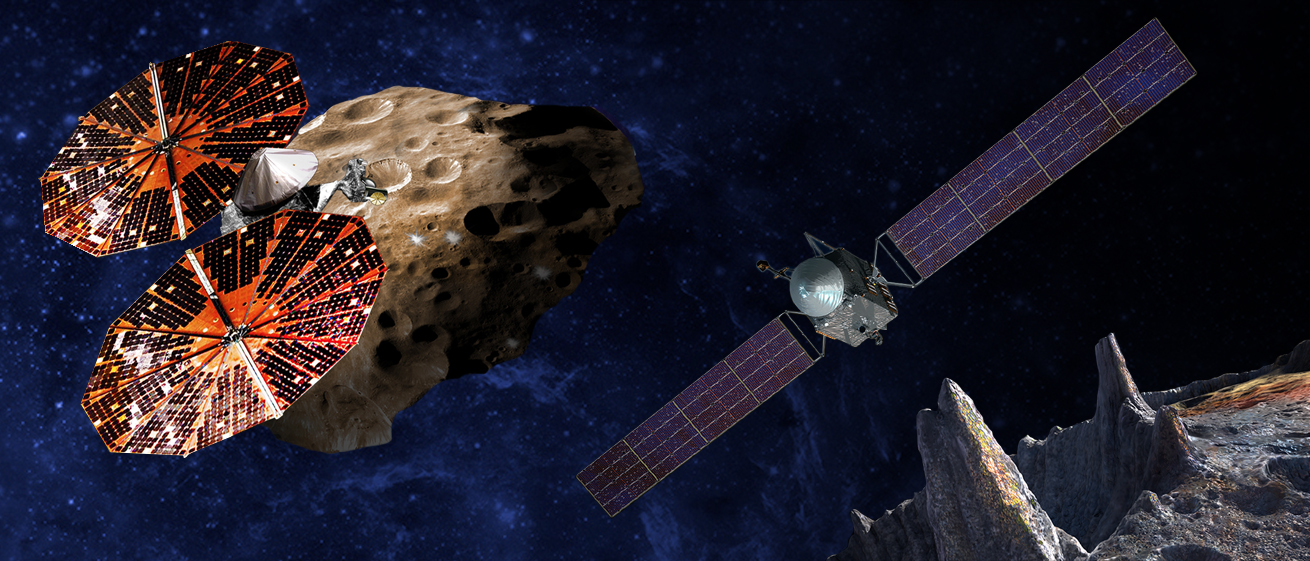
Sondy Lucy (vlevo) a Psyche

- Sondy Lucy (vlevo) a PsycheLucy (#13) – sonda vypuštěná 16. října 2021 navštíví šest trojánů, z důvodu lepšího porozumění tvorby a vývoje Sluneční soustavy.[13][14]

### Plánované mise
- Psyche (#14) – plánovaná sonda bude studovat stejnojmennou planetku 16 Psyche, největší kovové těleso v pásu asteroidů, o kterém vědci spekulují, že je obnaženým protoplanetárním jádrem.[15] Start je plánován na rok 2022.[16]

- VERITAS (#15) – plánovaná sonda, která bude mapovat povrch planety Venuše. Kromě mapování má také pomoci objasnit geologickou historii planety a zjistit zda jsou vulkány a desková tektonika na planetě stále aktivní. VERITAS je zkratkou Venus Emissivity, Radio Science, InSAR, Topography, and Spectroscopy. K vypuštění sondy má dojít mezi lety 2028 až 2030. [17]

- DAVINCI+ (#16) – je plánovaná mise, jež se bude skládat z atmosférické sondy na prozkoumávání atmosféry planety Venuše a sondy, která bude snímat povrch planety. Její vypuštění je plánováno také na období mezi roky 2028 – 2030. [17]

## Příležitostné mise
K programu Discovery patří i tyto menší projekty, které dávají příležitost NASA účastnit se cizích misí poskytnutím vědeckých nástrojů či jiných komponentů, nebo se jedná o specifické, rozšířené mise zadané sondám, které se mohou lišit od prvotních účelů těchto sond.

### Vědecká zařízení
- M3 (Moon Mineralogy Mapper) je přístroj NASA, který byl umístěn na indické sondě Chandrayaan-1, vypuštěné v roce 2008. Byl určen ke zmapování obsahu minerálů měsíčního povrchu ve vysokém rozlišení. Objevení vody na Měsíci bylo oznámeno v září 2009, čtyři týdny po ukončení mise.
- ASPERA-3 je zařízení určené ke studiu vztahů mezi slunečním větrem a atmosférou Marsu. Přístroj je umístěn na palubě planetární sondy Mars Express Evropské kosmické agentury(ESA), která pracuje na oběžné dráze Marsu od prosince 2003.
- Strofio[18] je unikátní hmotnostní spektrometr, který je součástí balíčku zařízení SERENA, umístěný na plánované sondě BepiColombo Evropské kosmické agentury. Strofio bude studovat atomy a molekuly, ze kterých se skládá Merkurova atmosféra. Mise odstartuje v říjnu 2018.

### Rozšířené mise
- EPOXI (Extrasolar Planet Observation and Deep Impact Extended Investigation) byla série dvou nových rozšířených misí sondy Deep Impact po úspěšné misi u komety Tempel 1:

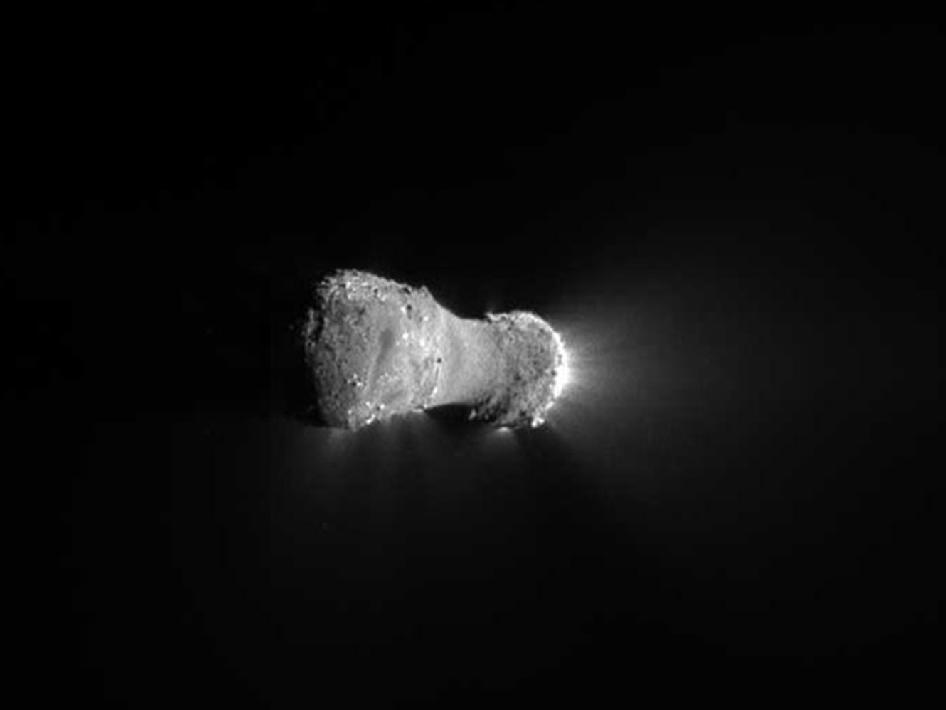
Kometa Hartley 2

- Kometa Hartley 2EPOCh (Extrasolar Planet Observations and Characterization) byla mise v roce 2008, která využila kameru s vysokým rozlišením sondy Deep Impact, aby lépe charakterizovala známé obří exoplanety obíhající vzdálené hvězdy, a hledala další exoplanety ve stejných systémech.[19]
- DIXI (Deep Impact eXtended Investigation of Comets) byla mise, která využila sondu Deep Impact, aby se přiblížila k další kometě, Hartley 2.[20] Cílem bylo získat obrázky jejího jádra ke zvýšení znalostí o rozmanitosti komet. Průlet kolem komety Hartley 2 byl úspěšný, s největším přiblížením dne 4. listopadu 2010.
- NExT (New Exploration of Tempel 1) byla nová mise pro sondu Stardust, aby v roce 2011 prolétla kolem komety Tempel 1. Cílem bylo pozorovat změny na kometě od návštěvy sondy Deep Impact v roce 2005. Později v roce 2005 totiž kometa prošla perihéliem, které mohlo změnit její povrch. Průlet se odehrál 15. února 2011 a prokázal drobné změny na kometě.